# I’m with You (Lied)
I’m with You ist ein Lied der kanadischen Sängerin Avril Lavigne aus dem Jahr 2002. Es wurde von Lavigne, Lauren Christy, Scott Spock und Graham Edwards des Produktionsteams The Matrix geschrieben und auch produziert.

## Hintergrund und Veröffentlichung
In dem von dem Produktionsteam The Matrix produzierten Song geht es um Liebe und Sehnsucht. Er beschreibt das Gefühl, verloren zu sein und nach jemandem zu suchen, der einen rettet und mit dem man nach Hause kommen kann. Das Musikvideo zum Song wurde unter der Regie von David LaChapelle gedreht. Bis Anfang 2024 zählte es YouTube über 264 Millionen Aufrufe.
I’m with You wurde am 3. März 2003 von Arista Records in Deutschland mit der B-Seite der Live-Version des Stücks Unwanted und dem entsprechenden Musikvideo als Single veröffentlicht. Es handelt sich nach Complicated und Sk8er Boi um die dritte Singleauskopplung von Lavignes Debütalbum Let Go.

## Titelliste der Single
Maxi-Single
1. I’m with You(Album)
2. I’m with You (Live)
3. Unwanted (Live)
4. I’m with You (Video)

## Rezeption

### Rezensionen
Das englische Magazin KidsWorld bezeichnete I’m with You als „der perfekte Song, um seine Sorgen zu ertränken …“ (the perfect song to drown your sorrows to when that guy from your class breaks your heart).

### Preise
| Jahr | Preisverleihung                        | Auszeichnung                              | Ergebnis  |
| ---- | -------------------------------------- | ----------------------------------------- | --------- |
| 2003 | MTV Video Music Awards                 | Best Female Video                         | Nominiert |
| 2003 | Teen Choice Awards                     | Choice Love Song                          | Gewonnen  |
| 2003 | Socan Awards                           | Best Pop Song                             | Gewonnen  |
| 2004 | Grammy Awards                          | Best Female Pop Vocal Performance         | Nominiert |
| 2004 | Grammy Awards                          | Song of the Year                          | Nominiert |
| 2004 | Juno Awards                            | Juno Fan Choice                           | Nominiert |
| 2004 | ASCAP Film and Television Music Awards | Most Performed Song from a Motion Picture | Gewonnen  |
| 2004 | BMI Awards                             | Best Pop Song                             | Gewonnen  |

## Kommerzieller Erfolg

### Chartplatzierungen
I’m with You erreichte in Deutschland Rang 13 der Singlecharts und platzierte sich elf Wochen in den Top 100. Es wurde zum dritten Charthit nach Complicated und Sk8er Boi in Deutschland. Darüber hinaus platzierte sich das Lied drei Wochen an der Chartspitze der deutschen Airplaycharts.
| ChartsChartplatzierungen       | Höchstplatzierung | Wochen |
| ------------------------------ | ----------------- | ------ |
| Deutschland (GfK)              | 13 (11 Wo.)       | 11     |
| Frankreich (SNEP)              | 34 (17 Wo.)       | 17     |
| Kanada (MC)                    | 17 (18 Wo.)       | 18     |
| Österreich (Ö3)                | 13 (14 Wo.)       | 14     |
| Schweiz (IFPI)                 | 12 (19 Wo.)       | 19     |
| Vereinigte Staaten (Billboard) | 4 (27 Wo.)        | 27     |
| Vereinigtes Königreich (OCC)   | 7 (13 Wo.)        | 13     |

| ChartsJahrescharts (2003)      | Platzierung |
| ------------------------------ | ----------- |
| Schweiz (IFPI)                 | 83          |
| Vereinigte Staaten (Billboard) | 18          |

### Auszeichnungen für Musikverkäufe
Single

| Land/Region                  | Auszeichnungen für Musikverkäufe (Land/Region, Auszeichnung, Verkäufe) | Verkäufe  |
| ---------------------------- | ---------------------------------------------------------------------- | --------- |
| Kanada (MC)                  | Platin                                                                 | 80.000    |
| Neuseeland (RMNZ)            | Gold                                                                   | 5.000     |
| Vereinigte Staaten (RIAA)    | Platin                                                                 | 1.000.000 |
| Vereinigtes Königreich (BPI) | Platin                                                                 | 600.000   |
| Insgesamt                    | 1× Gold · 3× Platin ·                                                  | 1.685.000 |

Videosingle

| Land/Region               | Auszeichnungen für Musikverkäufe (Land/Region, Auszeichnung, Verkäufe) | Verkäufe |
| ------------------------- | ---------------------------------------------------------------------- | -------- |
| Vereinigte Staaten (RIAA) | Platin                                                                 | 50.000   |
| Insgesamt                 | 1× Platin ·                                                            | 50.000   |

Hauptartikel: Avril Lavigne/Auszeichnungen für Musikverkäufe

## Weiterverwendung
Rihanna verwendete 2011 ein Sample des Liedes für ihr Stück Cheers (Drink to That). Die österreichische Popsängerin Christina Stürmer sang I’m with you im Oktober 2021 in der fünften Staffel der deutschen Ausgabe von The Masked Singer.